# Saint-Brice (Manche)
Saint-Brice is een gemeente in het Franse departement Manche (regio Normandië) en telt 115 inwoners (1999). De plaats maakt deel uit van het arrondissement Avranches.

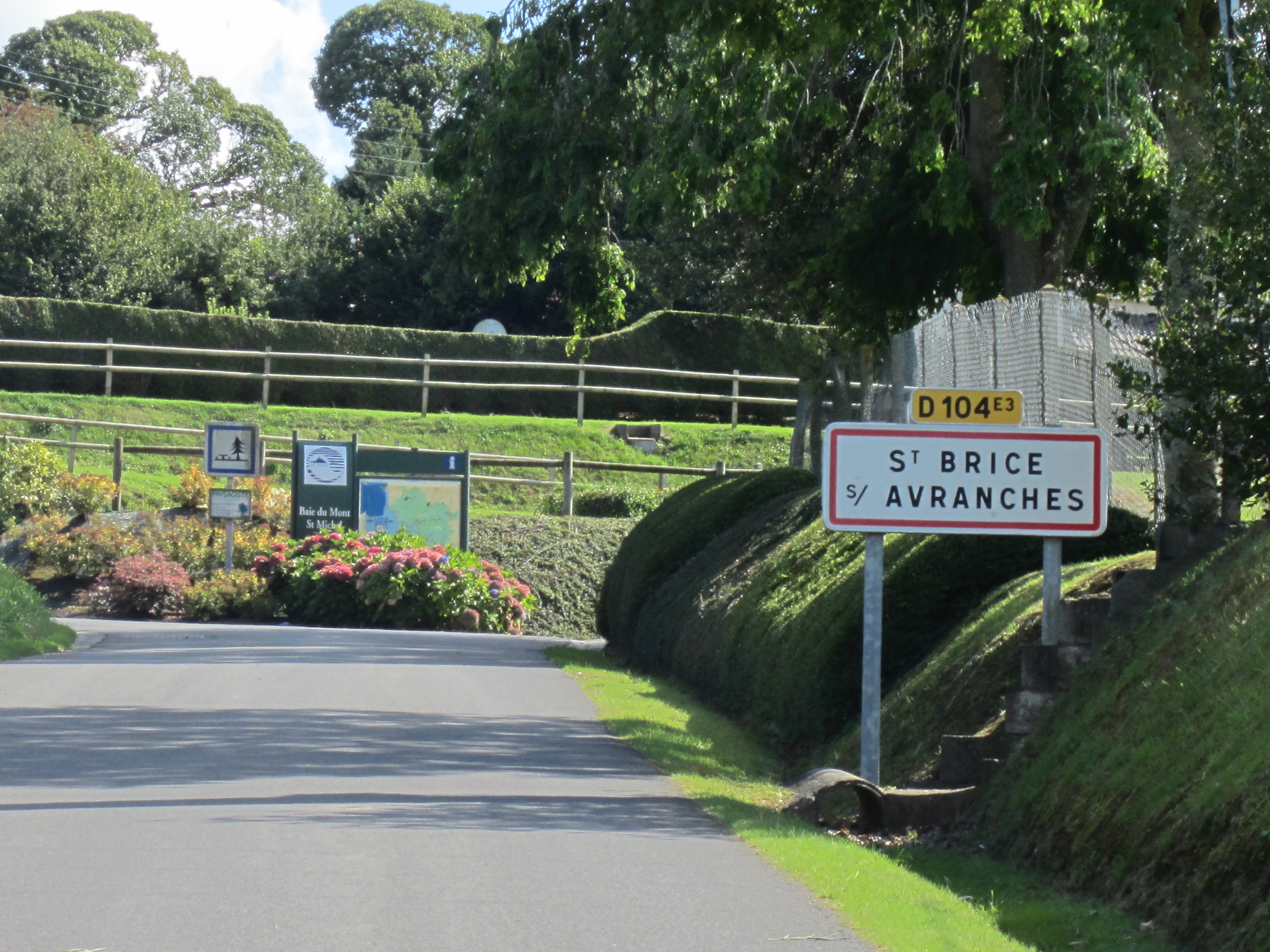
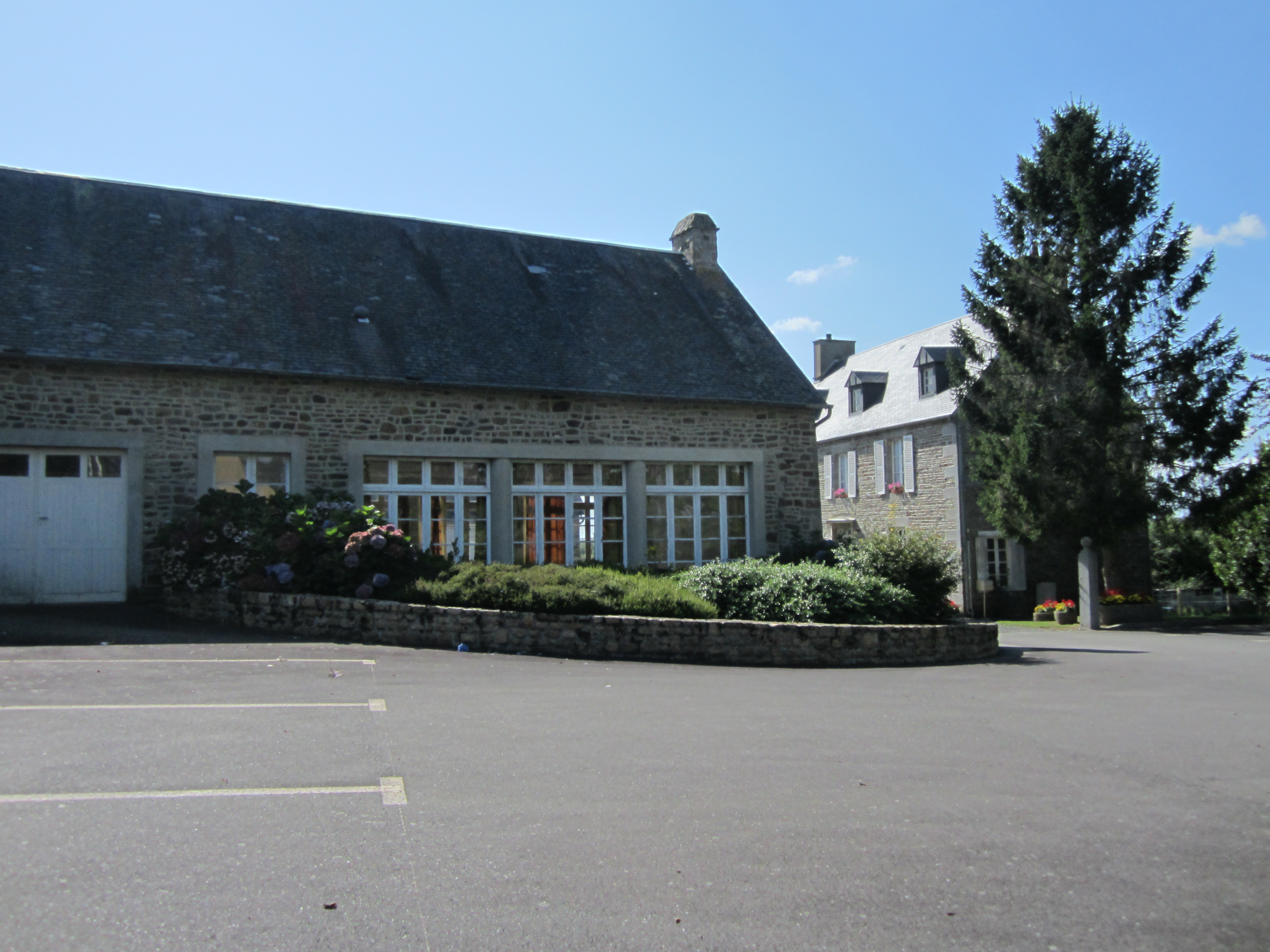
Gemeentehuis
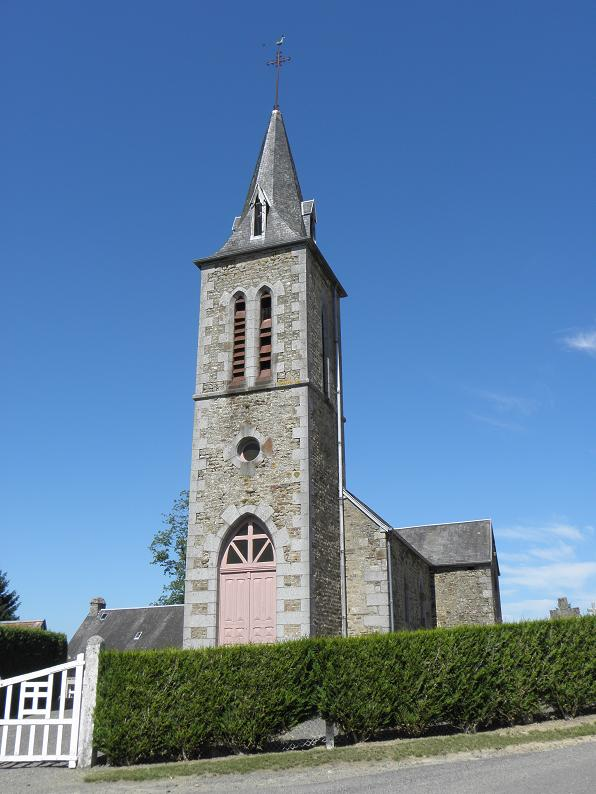
Kerk van Saint-Brice

## Geografie
De oppervlakte van Saint-Brice bedraagt 2,5 km², de bevolkingsdichtheid is 46,0 inwoners per km².
De onderstaande kaart toont de ligging van Saint-Brice (Manche) met de belangrijkste infrastructuur en aangrenzende gemeenten.

## Demografie
Onderstaande figuur toont het verloop van het inwonertal (bron: INSEE-tellingen).

1. ↑  Populations de référence 2022.